# Susanna und die beiden Alten (Stanzione)
Susanna und die beiden Alten ist ein Gemälde des italienischen Malers Massimo Stanzione wohl aus Mitte der 1640er Jahre. Das Thema des Gemäldes ist die in der Malerei häufig aufgegriffene biblische Geschichte der Susanna im Bade. Das Gemälde befindet sich heute im Joslyn Art Museum, dem wichtigsten Kunstmuseum des US-amerikanischen Bundesstaates Nebraska.

## Hintergrund: Die biblische Geschichte
Nach Dan 13,1–64  lebte in Babylon ein reicher Mann namens Jojakim, der mit einer schönen und frommen Frau namens Susanna verheiratet war. In seinem Haus verkehrten auch zwei hoch angesehene alte Richter, die sich dabei in Susanna verliebten. In der Bibel heißt es: Da regte sich in ihnen die Begierde nach ihr. Ihre Gedanken gerieten auf Abwege und ihre Augen gingen in die Irre. (Dan 13,9 )
Sie lauerten der Frau heimlich im Garten auf, als diese ein Bad nehmen wollte. Sie bedrängten sie und wollten sie zwingen, mit ihnen zu schlafen. Sie meinten, sie würden sie ansonsten beschuldigen, Ehebruch mit einem jungen Mann begangen zu haben. Doch Susanna blieb standhaft, weigerte sich und schrie. Die beiden Alten riefen ebenfalls lautstark und ließen Susanna verhaften und erklärten, sie beim Ehebruch überrascht zu haben. Daraufhin hielten sie öffentlich über die Frau Gericht und verurteilten sie zum Tode. Als das Urteil vollstreckt werden sollte, hatte Daniel eine göttliche Eingebung und stellte ein Verhör der beiden Zeugen an. Er fragte sie unabhängig voneinander, unter welchem Baum wohl Susanna ihren Mann betrogen haben soll. Während der eine meinte, sie hätten es unter einer Zeder getan, sagte der andere, eine Eiche sei der Tatort gewesen. Da erkannten auch die jüdischen Autoritäten und das zuhörende Volk die beiden Lügner, und Susanna kam frei. Die beiden falschen Richter aber wurden getötet.

## Darstellung bei Stanzione
Der um 1586 neapolitanische Maler Massimo Stanzione war von Caravaggio und dessen Nachfolgern, u. a. von Simon Vouet und Jusepe de Ribera, beeinflusst. Massimo Stanzione kombinierte Caravaggios dramatisch beleuchtete und häufig brutal realistischen Szenen mit der klassischen und lyrischen Malerei der Bologneser Maler (Guido Reni, Annibale Carracci, Lanfranco). Dies ist auch bei Susanna und die beiden Alten feststellbar. Das Licht fällt von links ein und beleuchtet die rechte Gesichtshälfte der jungen Frau sowie deren entblößten Oberkörper. Sie ist damit beschäftigt, sich ihren rechten Fuß zu trocknen. Die zwei Alten im Hintergrund können nur ihren entblößten Rücken sehen. Sie stehen im Halbdunkel zwischen zwei Baumstämmen und scheinen damit beschäftigt zu sein, die letzten Details ihrer Annäherung zu diskutieren.
Wie Massimo Stanzione bei seinem Gemälde Susanna und die beiden Alten haben die meisten Maler bei Darstellungen der Susanna im Bade sich beim Bildaufbau für eine Darstellungsweise entschieden, bei der dem Betrachter die intime Schönheit sichtbar ist, während den beiden Voyeuren der Blick zu einem großen Teil verstellt ist.